# Additional Creations
Additional Creations es un EP de rock instrumental del guitarrista estadounidense Joe Satriani, incluido como disco adicional en el lanzamiento de Engines of Creation.

## Lista de canciones
1. "Borg Sex" (Radio Mix) - 3:32
2. "Turkey Man" - 6:50
3. "Flavor Crystal 7" (Radio Mix) - 3:49
4. "Until We Say Goodbye" (Techno Mix) - 5:30